# Ewan Svensson
Jan Ewan Bert Svensson, är en svensk jazzgitarrist, kompositör och arrangör bosatt i Falkenberg. 
Ewan Svensson har under åren spelat i en rad olika konstellationer. Den senaste är Ewan Svensson Quartet med italienska sångerskan Diana Torto. Han bildade Falkenbergs Jazz & Bluesförening redan 1984 och startade upp Falkenbergs Jazzdagar 1989 som han sen dess varit konstnärlig ledare för i 30 år! Ewan har även drivit en jazzkurs på Katrinebergs FHS som nu har hållits årligen sedan 1995.
Ewan Svensson spelar även i olika project med sin sjungande dotter Hannah Svensson sedan 2007 då de startade bandet Hannah & Acoustic 3.

## Diskografi
- Sometime Ago, Ewan Svensson soloalbum (ESM rec. 2017)
- For You, Two Generations (Dragon Records 2015)
- Some Favorite things, Two Generations (Dragon Records 2012)
- Moments Passed, Ewan Svensson Trio (Dragon Rec. 2010)
- Sunrise on the Moon, Ewan Svensson Trio med Linda Pettersson Bratt & Antoine Hervé (Dragon Rec. 2010)
- The Sunflower, Hannah & Acoustic 3 (ESM 2008)
- Light & Shade, Ewan Svensson Quartet feat. Linda Pettersson (Nocturne 2005)
- Just live to tell the tale, Ewan Svensson Trio & Antoine Hervé (Spice of Life Inc. 2005)
- My one and only love, Janne "Loffe" Carlsson 4 (Dragon Rec. 2004)
- Figures, Ewan Svensson Trio (Dragon Rec. 2001)
- Meeting, Ewan Svensson Quartet & Ensemble Ginestra (Dragon Rec. 2000)
- Flying Carpet, Ulf Andersson Band (Four Leaf Clover 1998)
- Streams, Ewan Svensson Trio (Dragon Rec. 1996)
- Next Step, Ewan Svensson Quartet (Dragon Rec. 1995)
- Reflections, Ewan Svensson Quartet (Dragon Rec. 1993)
- Present Directions, Ewan Svensson Trio (Dragon Rec. 1991)
- String, guitar duo Kjell Ringström - Ewan Svensson (String LP 1989)
- First Flight, Crystal Eagle (Dragon Rec. 1989)